# D3 (Tsjechië)
De Dálnice 3 is een deels in aanleg zijnde snelweg in Tsjechië. Het uiteindelijke traject zal gaan lopen vanaf de D1 bij Praag in zuidelijke richting via Tábor en České Budějovice naar de grens met Oostenrijk. Daar zal de weg gaan aansluiten op de ook nog deels in aanleg zijnde Mühlviertler Schnellstraße naar Linz. Op 21 december 2024 werd 28 kilometer van de D3 geopend tussen České Budějovice en Kaplice-nádraží.

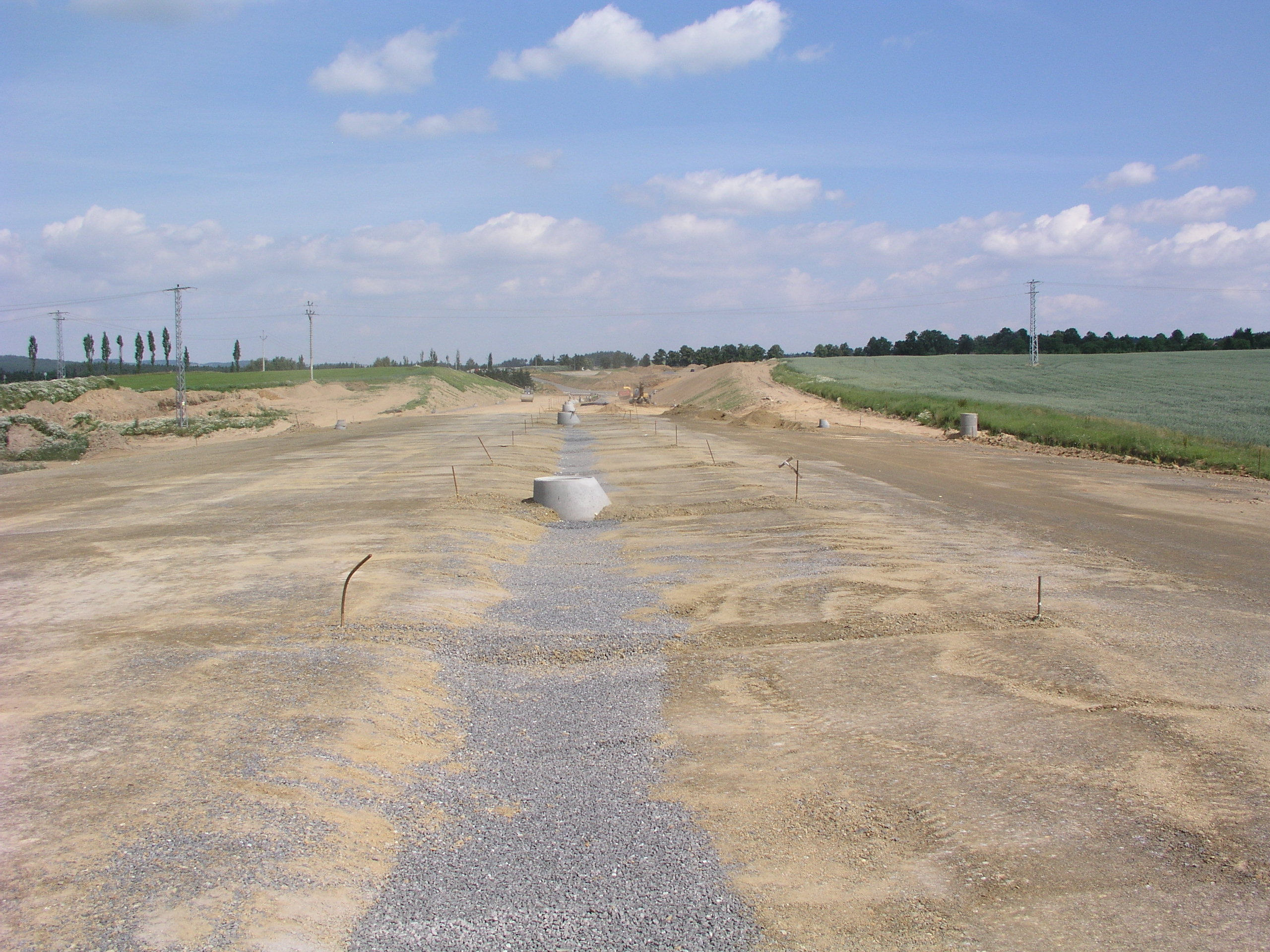
Aanleg van de D3 bij Chotoviny.

D 0 ·
D 1 ·
D 2 ·
D 3 ·
D 4 ·
D 5 ·
D 6 ·
D 7 ·
D 8 ·
D 10 ·
D 11 ·
D 35 ·
D 43 ·
D 46 ·
D 48 ·
D 49 ·
D 52 ·
D 55 ·
D 56